# Rabia Lamalsa
Rabia Lamalsa (4 de febrero de 1989) es una deportista argelina que compite en lucha libre. Ganó dos medallas de plata en el Campeonato Africano entre los años 2009 y 2015.

## Palmarés internacional
| Campeonato Africano | Campeonato Africano    | Campeonato Africano | Campeonato Africano |
| Año                 | Lugar                  | Medalla             | Categoría           |
| ------------------- | ---------------------- | ------------------- | ------------------- |
| 2009                | Casablanca (Marruecos) | Medalla de plata    | 59 kg               |
| 2015                | Alejandría (Egipto)    | Medalla de plata    | 55 kg               |